# Euparia castanea
Euparia castanea är en skalbaggsart som beskrevs av Le Peletier och Jean Guillaume Audinet Serville 1828. Euparia castanea ingår i släktet Euparia och familjen Aphodiidae. Inga underarter finns listade i Catalogue of Life.